# Conflicte dels quints
No confondre-ho amb l'Avalot de les Quintes de 1773, ni amb la Revolta de les Quintes de 1870.
El conflicte dels quints va ser un enfrontament institucional entre la Diputació i el Consell de Cent amb el suport de bona part de les ciutats catalanes, enfront de la corona i, en el seu nom, el virrei, Fernando Afán de Ribera y Enríquez, arran del cobrament dels quints, un impost reial que estava en desús i que des de 1611 s'havia tornat a cobrar.
Els municipis catalans s'hi negaren, i demanen suport als diputats que varen presentar una ambaixada davant del rei el 25 d'octubre de 1611. Algunes ciutats, com Cervera, Granollers o Tuïr no varen pagar i van patir sentències condemnatòries. Cap al 1620 l'obligació de pagament va arribar a Barcelona. Cal tenir en compte que amb els endarreriments podia ascendir a unes 300.000 lliures. Barcelona va resistir fent pinya la Diputació i el Consell de Cent, donant lloc al Conflicte dels quints.
El fet provocà una greu tensió que amb els anys augmentà contribuint a fer fracassar les corts de Barcelona (1626), fou de nou plantejat a les del 1632 i arribà al punt culminant el 1634 arran de l'intent per part del rei d'inspeccionar els llibres de comptes de la ciutat, fet que portà a la detenció de quatre membres del consell, al processament del Conseller en Cap Jeroni de Navel i al trasllat de l'Audiència Reial a Girona. Fou un dels factors de tensió que desembocarien, quatre anys més tard, a la guerra dels Segadors.